# Molární atomizační entalpie
Molární atomizační entalpie je termodynamická veličina udávající změnu entalpie doprovázející rozštěpení všech dvouatomových molekul v 1 molu látky na jednotlivé samostatné atomy. Veškeré vazby mezi molekulami jsou přetrhány a nedochází k jakémukoliv opětovnému slučování, proto je hodnota molární atomizační entalpie vždy kladná.
Značí se ΔatHo nebo ΔHato. Udává se v jednotkách kJ/mol.